# هیگینز، قلمرو پایتختی استرالیا
هیگینز (به انگلیسی: Higgins) یک حومه شهر در استرالیا است که در قلمرو پایتختی استرالیا واقع شده‌است.